# علم النفس الأخلاقي
علم النفس الأخلاقي هو مجال يبحث في كل من الفلسفة وعلم النفس. تاريخيًا، استخدم مصطلح علم النفس الأخلاقي على نطاق ضيق نسبيًا للإشارة إلى دراسة التطور الأخلاقي. لكن في الآونة الأخير، أصبح المصطلح يستخدم للإشارة إلى موضوعات متنوعة على نطاق واسع، وتجمع هذه الموضوعات بين الأخلاق وعلم النفس وفلسفة العقل. من المواضيع الرئيسية لهذا المجال الحكم الأخلاقي، والتفكير الأخلاقي، والحساسية الأخلاقية، والمسئولية الأخلاقية، والتحفيز الأخلاقي، والهوية الأخلاقية، والفعل الأخلاقي، والتطور الأخلاقي، والتنوع الأخلاقي، والشخصية الأخلاقية (خصوصًا فيما يتعلق بالأخلاق الفاضلة)، والإيثار والأنانية النفسية، والحظ الأخلاقي والتنبؤ الأخلاقي والعاطفة الأخلاقية والتكهن الأخلاقي والخلاف الأخلاقي.
عمل بعض علماء النفس في هذا المجال مثل: جان بياجيه، لورانس كولبرج، كارول جيليجان، إليوت توريل، جوناثان هايدت، ليندا سكيتكا، ليلاند سوندرز، مارك هاوزر، سي. دانيال باتسون، جان ديسكتي جرين، إيه بيتر ماكجرو، فيليب تيتلوك، دارسيا نارفيز، توبياس كريتناور، أنير جوفرين، ليان يانج، دانييل هارت، سوزان فيغلي، وفيري كوشمان. ومن الفلاسفة الذين عملوا في هذا المجال: ستيفن ستيتش، جون دوريس، جوشوا كنوب، جون ميخائيل، شون نيكولز، توماس ناجيل، روبرت سي. روبرتس، جيسي برينز، مايكل سميث، وأر. جاي والاس.

## التاريخ
بدأ علم النفس الأخلاقي مع الفلاسفة الأوائل مثل أرسطو وأفلاطون وسقراط. فقد اعتقدوا أن «معرفة الخير هي عمل الخير». وحللوا الطرق التي يتخذ بها الناس قراراتهم فيما يتعلق بالهوية الأخلاقية. ترجع الدراسات التجريبية عن الحكم الأخلاقي إلى ما لا يقل عن 1890 مع عمل فرانك تشابمان شارب تزامنًا مع تطور علم النفس كعلم منظم منفصل عن الفلسفة. منذ 1894 على الأقل، حاول الفلاسفة وعلماء النفس أن يقيموا عمليًا أخلاقية الفرد، وحاولوا خصوصًا أن يميزوا الأطفال عن البالغين فيما يتعلق بأحكامهم. لكن هذه المحاولات فشلت لأنهم «حاولوا تحديد كمية الأخلاق الموجودة لدى الفرد –وهي فكرة مثيرة للجدل بشكل ملحوظ– بدلًا من فهم التمثيل النفسي للأخلاق لدى الفرد».
منذ بدأ علم النفس ينفصل عن الفلسفة، توسع علم النفس الأخلاقي كي يتضمن تصور المخاطر والتخليق والأخلاق المتعلقة بالممارسات الطبية، ومفاهيم مثل تقدير الذات ودور العاطفة عند تحليل الهوية الأخلاقية لأحدهم. في معظم دورات علم النفس التمهيدي، يتعلم الطلاب عن علم النفس الأخلاقي من خلال دراستهم لأعمال عالم النفس لورانس كولبرج الذي أنشأ نظرية التطور الأخلاقي عام 1969. أنشئت هذه النظرية بناءً على ملاحظات بياجيه عن تطوير الأطفال حدسًا عن العدالة الذي يمكنهم التعبير عنه لاحقًا. اقترح أن هناك ست مراحل مقسمة على ثلاث مجموعات للمنطق الأخلاقي الذي اعتقد أنه عالمي عند كل الناس في كل الثقافات. التطور المتزايد للتعبير عن التفكير هو علامة على التطور.
تزداد التنمية المعرفية الأخلاقية المتمركزة حول العدالة والفعل الأخلاقي الموجه مع التطور، التي تؤدي غلى تكوين مفكر غير تقليدي الذي لا يمكنه أن يفعل أي شيء غير ما استنتج من خلال تفكيره أنه العمل الأكثر أخلاقية. لكن الباحثين الذين استخدموا نموذج كولبرج وجدوا فجوة بين ما يقول الناس أنه الفعل الأكثر أخلاقية والأفعال التي قاموا بها. تزداد احتمالية أولئك الذين تعتبر الأهداف الأخلاقية أساسية عندهم لمفهوم الذات أن يقوموا بالأفعال الأخلاقية، لأنهم يشعرون بإلزام أكبر للقيام بذلك. سيكون لدى هؤلاء الأشخاص المحَفزين هوية أخلاقية مميزة.
اليوم، يعتبر علم النفس الأخلاقي مجالًا مزدهرًا من الأبحاث يمتد إلى العديد من التخصصات والهيئات الرئيسية التي تبحث في الأساس البيولوجي والمعرفي/ الحسابي والثقافي للحكم والسلوك الأخلاقي بالإضافة إلى مجموعة متزايدة من البحوث حول الحكم الأخلاقي في سياق الذكاء الاصطناعي.

## الوسائل
ابتكر الفلاسفة وعلماء النفس والباحثون من مجالات أخرى وسائل مختلفة لدراسة موضوعات في علم النفس الأخلاقي. من هذه الوسائل المعضلات الأخلاقية مثل معضلة القطار، والمقابلات والدراسات الاستقصائية المهيكلة كوسيلة لدراسة علم النفس الأخلاقي وتطوره، بالإضافة إلى استخدام الألعاب الاقتصادية، والتصوير العصبي، ودراسات استخدام اللغة الطبيعية.

### تقنيات المقابلة
في عام 1963، عرض لورانس كولبرج طريقة لدراسة الاختلافات في الحكم الأخلاقي عن طريق تشكيل التنوع التقييمي باعتباره يعكس سلسلة من المراحل التطورية (في لا جان بياجيه). ومراحل تطور لورانس كولبرج في التطور الأخلاقي هي:
1. التوجه نحو الطاعة والعقاب.
2. التوجه نحو المصلحة الذاتية.
3. الانسجام والتوافق بين الأشخاص.
4. التوجه نحو الحفاظ على السلطة والنظام الاجتماعي.
5. توجه العقد الاجتماعي.
6. المبادئ الأخلاقية العالمية.

تُجمع المرحلتان 1 و2 في مرحلة واحدة تسمى «ما قبل التقليدية»، وتُدمج المرحلتان 5 و6 في مرحلة واحدة تسمى «ما بعد التقليدية» لنفس السبب؛ يمكن لعلماء النفس أن يصنفوا الأشخاص بشكل متسق إلى المراحل الأربعة الناتجة باستخدام «مقابلة الحكم الأخلاقي» التي يسأل فيها الأشخاص عن سبب تأييدهم للإجابات التي يقدمونها لمجموعة قياسية من المعضلات الأخلاقية.

## وسائل المسح الاستقصائي
بين 1910 و1930، في الولايات المتحدة وأوروبا، طُورت العديد من اختبارات الأخلاق لتصنيف الأشخاص إلى أشخاص مناسبين أو غير مناسبين لإصدار أحكام أخلاقية. يصنف أو يرتب المتقدمون للاختبار قوائم موحدة لصفات الشخصية أو الأفعال الافتراضية أو صور لمشاهد افتراضية. في وقت مبكر من عام 1926، شملت كتالوجات اختبارات الشخصية أقسامًا مخصصة لاختبارات الأخلاق، على الرغم من أن النقاد جادلوا بالحُجة أن هذه الاختبارات تقيس فقط الوعي بالتوقعات الاجتماعية.
وفي نفس الوقت، ألهم كولبرج موجة جديدة من اختبارات الأخلاق. يسجل اختبار تعريف القضايا التفضيل النسبي لمبررات ما بعد تقليدية، كما يسجل اختبار الحكم الأخلاقي الاتساق في المبررات المفضلة لدى الشخص. يعامل كل منهما القدرة التقييمية معاملة اختبارات الذكاء (ومن هنا تأتي الدرجة الفردية)، وهذا يسمح بالتصنيف من خلال درجة عالية مقابل درجة منخفضة.
يعتمد استبيان الأساسات الأخلاقية على الحدس الأخلاقي المتسق عبر الثقافات: الرعاية/ الأذى، العدالة/ الغش، الولاء/ الخيانة، السلطة/ التخريب، والقداسة/ التدهور. تطلب الأسئلة من المجيبين تقييم اعتبارات مختلفة من حيث مدى ملاءمتها للأحكام الأخلاقية للمجيب. الغرض من الاستبيان هو قياس درجة اعتماد الناس على كل من الحدسيات الأخلاقية الخمسة (التي قد تتواجد مع بعضها). يجتمع أول أساسين مع التوجه السياسي الليبرالي ومجموعة الأساسات الثلاثة الأخيرة مع التوجه السياسي المحافظ.